# Еччеленца Абруцці
Еччеленца Абруцці (італ. Eccellenza Abruzzo) - регіональний підрозділ Еччеленци, шостої в італійській системі ліг.

## Система
Турнір проводиться з сезону 1991-1992. Завжди в одному раунді грали 18 команд. З сезону 1995-96, за перемогу присуджується 3 очки (раніше присуджувалося 2).
Переможець Еччеленци Абруцці змагається за вихід у Серію D з іншими переможцями в своїх регіонах.

## Переможці
| Сезон     | Переможець     |
| --------- | -------------- |
| 1991-1992 | Термолі        |
| 1992-1993 | Нерето         |
| 1993-1994 | Паганіка       |
| 1994-1995 | Пінето         |
| 1995-1996 | Ортона         |
| 1996-1997 | Люко дей Марсі |
| 1997-1998 | Ланчано        |
| 1998-1999 | Про Васто      |
| 1999-2000 | Морро Драйо    |
| 2000-2001 | Про Васто      |
| 2001-2002 | Росетана       |
| 2002-2003 | Челано         |
| 2003-2004 | Гуардіягреле   |
| 2004-2005 | Анголана       |
| 2005-2006 | Сантеджідесе   |
| 2006-2007 | Колонья Паезе  |
| 2007-2008 | Чієті          |
| 2008-2009 | Мільяніко      |
| 2009-2010 | Терамо         |
| 2010-2011 | Сан Ніколо     |
| 2011-2012 | Амертаніна     |
| 2012-2013 | Сулмона        |
| 2013-2014 | Сан Ніколо     |
| 2014-2015 | Авеццано       |
| 2015-2016 | Вастезе        |